# Alexandre Martin

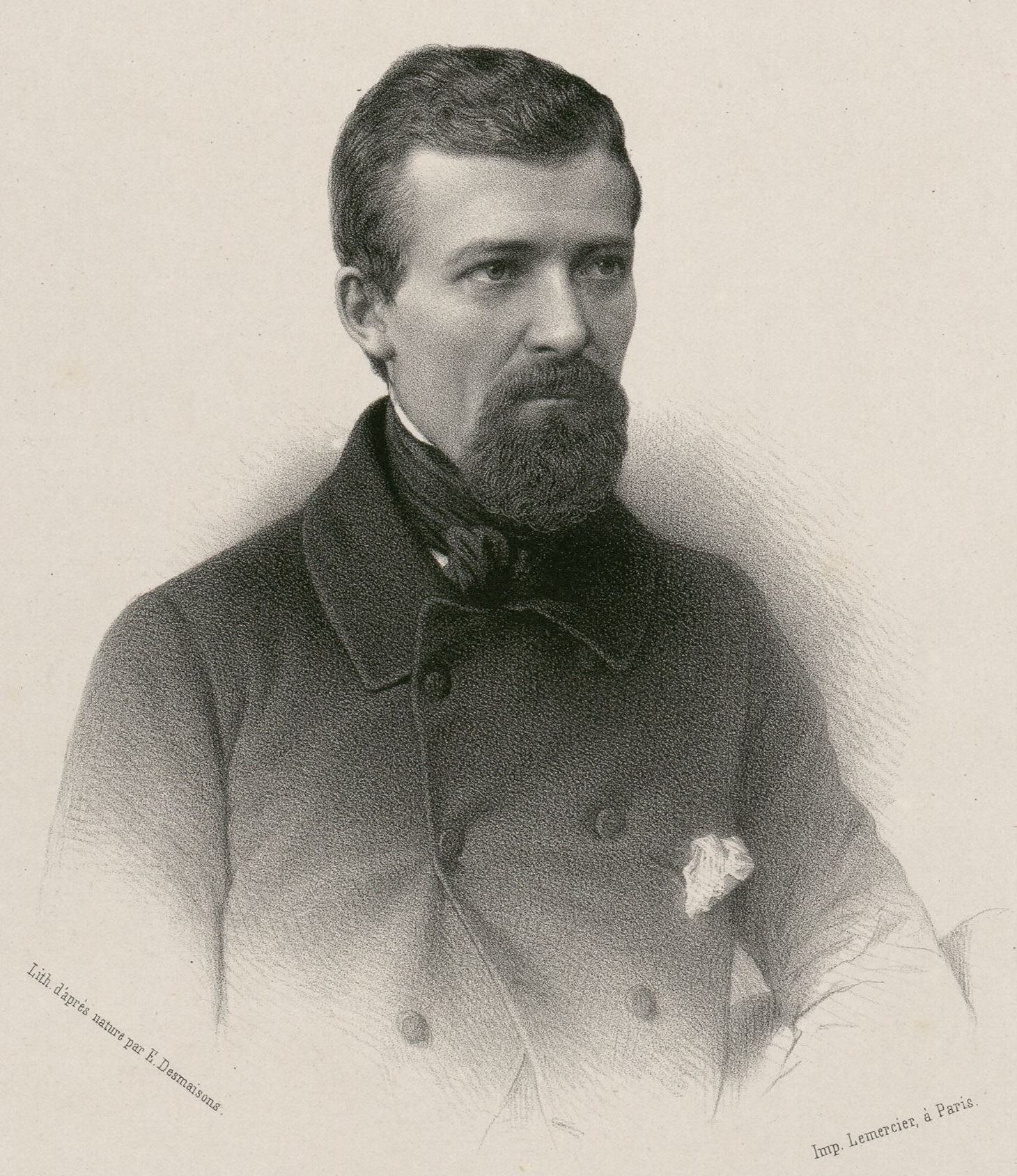
Alexandre Martin

Alexandre Martin, eller Albert L'Ouvrier (Albert arbetaren), född 24 april 1815 och död 28 maj 1895, var en fransk socialist och politiker.
Uspringligen var han arbetare i mekanikerfacket, och var 1840 i Paris med om att grunda en facklig tidning, L'atelier. Alexandre Martin spelade en viss roll under februarirevolutionen, blev medlem av den provisoriska regeringen 1848 och medverkade vid inrättandet av nationalverkstäderna.
1849 dömdes han till tio års deportation efter att ha gjort eftergifter åt en folkmassa som trängt sig in i nationalförsamlingen.